# Аччайоли, Никколо (кардинал)
Никколо Аччайоли (итал. Niccolò Acciaiuoli; 6 июля 1630, Флоренция, Великое герцогство Тосканское — 23 февраля 1719, Рим, Папская область) — итальянский куриальный кардинал. Вице-декан Священной Коллегии Кардиналов с 5 декабря 1700 по 18 марта 1715. Декан Священной Коллегии Кардиналов и префект Священной Конгрегации Церемониала с 18 марта 1715 по 23 февраля 1719. Секретарь Верховной Священной Конгрегации Римской и Вселенской Инквизиции с 15 июня 1717 по 23 февраля 1719. Кардинал-дьякон с 29 ноября 1669, с титулярной диаконией Санти-Козма-э-Дамиано с 19 мая 1670 по 19 октября 1689. Кардинал-дьякон с титулярной диаконией Санта-Мария-ин-Виа-Лата с 19 октября по 28 ноября 1689. Кардинал-протодьякон с 19 октября по 28 ноября 1689. Кардинал-священник с титулом церкви Сан-Каллисто с 28 ноября 1689 по 28 сентября 1693. Кардинал-епископ Фраскати с 28 сентября 1693 по 5 декабря 1700. Кардинал-епископ Порто и Санта-Руфина с 5 декабря 1700 по 18 марта 1715. Кардинал-епископ Остии и Веллетри с 18 марта 1715 по 23 февраля 1719.